# 1893 no desporto
Neste ano de 1893, no desporto, foram fundados alguns clubes de futebol conhecidos tais como o FC Porto, o VfB Stuttgart, o FC Basel e a Naval 1º de Maio. Neste ano, no futebol, na Inglaterra, o Sunderland AFC ganhou a Premier League e o Wolverhampton ganhou a Taça da Inglaterra. Na Escócia, o Celtic FC venceu a Primeira Divisão Escocesa e o Queen's Park FC foi campeão da FA Cup.

## Eventos

### Futebol
Alemanha
- 29 de julho – É fundado o Altonaer FC 83.
- 9 de setembro – É fundado o VfB Stuttgart.

Dinamarca
- 19 de maio – É fundado a Boldklubben 1893.

Escócia
- É fundado o Dundee FC.
- O Celtic FC vence a Scottish Premier League.
- O Queen's Park FC vence a Scottish FA Cup.
- 10 de agosto – É fundado o Elgin City FC.

Inglaterra
- É fundado o Oxford United FC.
- O Sunderland AFC vence a Division One.>
- O Wolverhampton vence a FA Cup.
- O Birmingham City vence a Football League Championship.

Portugal
- 1 de maio – É fundado a Naval 1º de Maio.
- 18 de setembro – É fundado o FC Porto.

República Checa
- 16 de novembro – É fundado o Sparta Praha.

Suíça
- 15 de novembro – É fundado o FC Basel.

## Nascimentos
| Data          | Nome             | Profissão                          | Nacionalidade  | Observações | Ref   |
| ------------- | ---------------- | ---------------------------------- | -------------- | ----------- | ----- |
| 27 de janeiro | Willy Böckl      | patinador artístico                | Áustria        | m. 1975     | [ 1 ] |
| 29 de março   | Amílcar Barbuy   | futebolista e treinador de futebol | Brasil         | m. 1965     |       |
| 29 de abril   | Ellen Brockhöft  | patinadora artística               | Alemanha       | m. 1977     | [ 2 ] |
| 6 de junho    | Sándor Szalay    | patinador artístico                | Hungria        | m. 1965     | [ 3 ] |
| 7 de junho    | Gillis Grafström | patinador artístico                | Suécia         | m. 1938     | [ 4 ] |
| 21 de agosto  | Theresa Weld     | patinadora artística               | Estados Unidos | m. 1978     | [ 5 ] |

## Mortes
| Data | Nome | Profissão | Nacionalidade | Observações | Ref |
| ---- | ---- | --------- | ------------- | ----------- | --- |